# Nationaal Park Bardiya
Nationaal Park Bardiya (Nepalees: बर्दिया राष्ट्रिय निकुञ्ज) een is een nationaal park in Nepal dat werd opgericht in 1988. Het is het grootste beschermde natuurgebied in het laagland van de Terairegio.

## Geschiedenis
In 1976 werd het Karnali Wildlife Reserve opgericht in de Babai-vallei. Dit was eerder een jachtreservaat waar er op tijgers werd gejaagd. Om de natuur te laten herstellen moesten 1.500 gezinnen gedwongen verhuizen uit het gebied. In 1982 kreeg het gebied de naam Bardiya Wildlife Reserve en twee jaar later werd het gebied uitgebreid tot een oppervlakte van 968 km². In 1988 werd het gebied beschermd als nationaal park. In 1997 werd er een bufferzone van 327 km² rond het park, die bestaat uit bossen en gronden in privébezit, ingesteld. Deze bufferzone wordt zowel door het nationaal park als door de lokale gemeenschappen beheerd.

## Fauna
In het nationaal park werden 61 soorten zoogdieren, 513 soorten vogels, 42 soorten reptielen en 120 soorten vissen geteld.
In 2010 leefden er naar schatting nog maar 17 Bengaalse tijgers in het park, deels ten gevolge van stroperij. Door strenge handhaving is de stroperij binnen het park teruggelopen en rond 2020 leefden er naar schatting 87 tijgers in en rond het park. In Bardiya leven vijf hertensoorten: axisherten, moerasherten, zwijnsherten, sambars en muntjaks. Vooral de axisherten vormen prooidieren voor de tijgers. De nijlgau is uit het park verdwenen. Doordat het vee buiten het nationaal park werd gehouden zijn de open plekken waar ook de nijlgau graasde, veelal verdwenen.
Vanaf 1986 werd begonnen met de herintroductie van de Indische neushoorn in het gebied. Er werden in de loop van verschillende jaren 91 neushoorns overgebracht vanuit het Nationaal Park Chitwan.
Verder leven er Indische olifanten in het park.

## Flora
Grote delen van het park zijn begroeid met salbomen, rotanpalmen en olifantsgras.